# Ha-Poel ha-Mizrachi

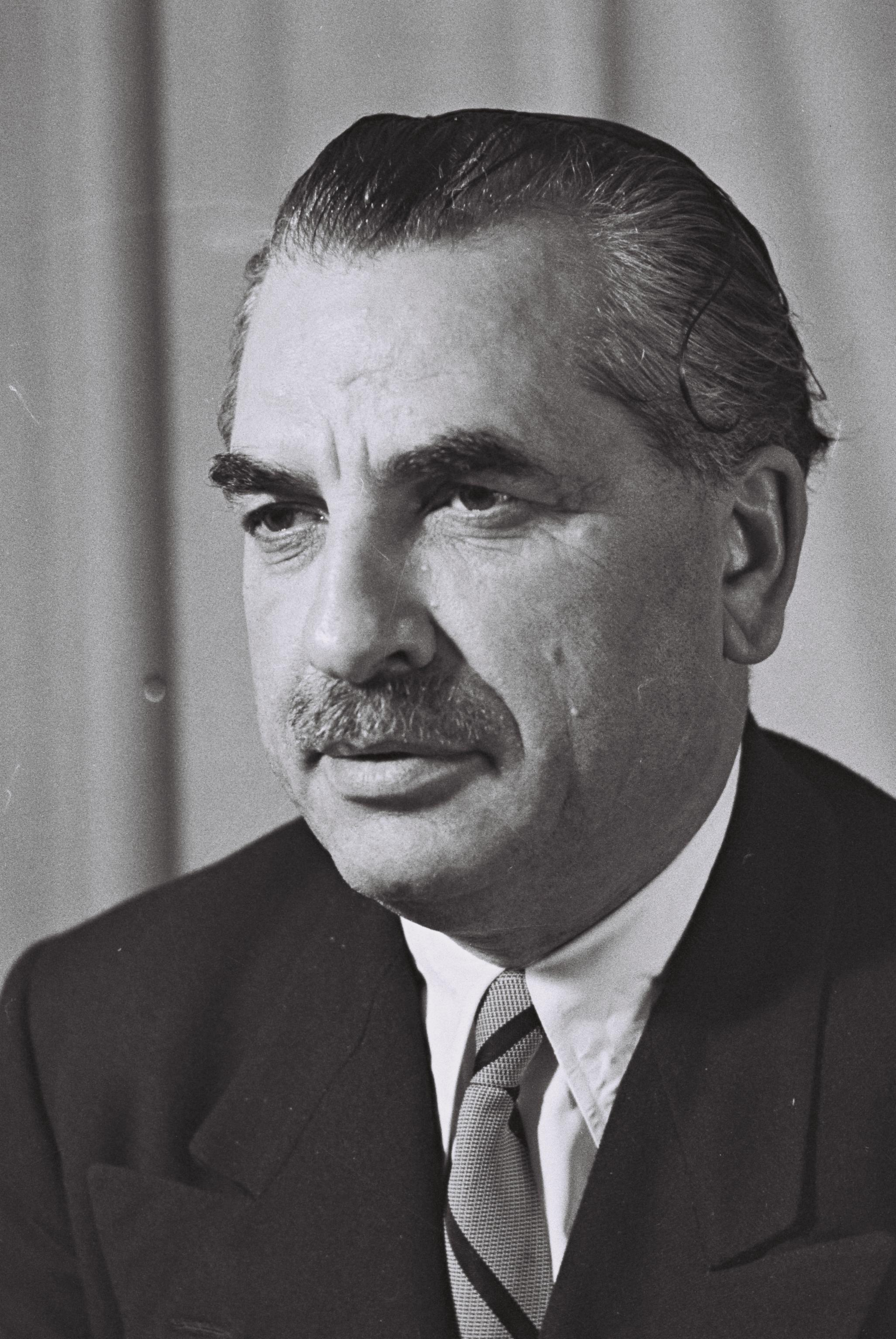
Chajjim Mosze Szapira

Ha-Poel ha-Mizrachi, Ha-Po’el ha-Mizrachi, Po-el Mizrahi (hebr.: הַפּוֹעֵל הַמִּזְרָחִי, dosł. Robotnik Mizrachi) – izraelska partia polityczna związana z nurtem syjonizmu religijnego działająca od lat 20. do 50. XX wieku.
Założona w 1922 w Jerozolimie. Związana z ruchem Mizrachi, propagowała pracę opartą na stosowaniu halachy. Zajmowała się tworzeniem religijnych moszawów i kibuców.
W pierwszych wyborach parlamentarnych w Izraelu partia wystartowała wraz z Mizrachi, Po’alej Agudat Jisra’el oraz Agudat Israel z koalicyjnej listy Zjednoczonego Frontu Religijnego, która zdobyła 16 mandatów. W pierwszym Knesecie znalazło się siedmiu przedstawicieli ugrupowania: Chajjim Mosze Szapira, Josef Burg, Mosze Unna, Elijjahu-Mosze Ganchowski, Aharon-Ja’akow Grinberg, Mosze Kelmer i Zerach Warhaftig. W wyborach w 1951 ugrupowanie wystartowało samodzielnie jako Tora i Praca – Ha-Poel ha-Mizrachi, wprowadzając do drugiego Knesetu ośmiu posłów. Reelekcję uzyskali Chajjim Mosze Szapira, Josef Burg, Mosze Unna, Elijjahu-Mosze Ganchowski, Mosze Kelmer i Zerach Warhaftig, ponadto mandaty uzyskali Micha’el Chazani i Jicchak Refa’el.
Do kolejnych wyborów partia poszła w sojuszu z Mizrachi jako Narodowy Front Religijny. Lista zdobyła 11 miejsc, z czego dziewięć przypadło przedstawicielom Ha-Poel ha-Mizrachi – reelekcję uzyskali wszyscy posłowie ugrupowania, ponadto do trzeciego Knesetu wszedł Faridża Zu’arec. 31 października 1955 frakcja zmieniła nazwę na Ha-Poel ha-Mizrachi – Mizrachi, a w 1956 doszło do zjednoczenia obu ugrupowań i powołania Narodowej Partii Religijnej (Mafdal). Frakcja parlamentarna przyjęła tę nazwę 22 stycznia 1957.